# 鈴木健太 (クリエイター)
鈴木 健太（すずき けんた、1996年4月7日 - ）は、日本のクリエイティブ・ディレクター、映像作家。

## 略歴
2008年、自主制作アニメーション作品「Sky」が NHK デジスタ・ティーンズ2008 で優勝。高校時代より松本花奈やKroi 千葉大樹らとともに「KIKIFILM」を立ち上げ、自主映画を作り始める。
2017年、多摩美術大学統合デザイン学科中退。DOMMUNEやMaltine Recordsでアルバイトをしながらフリーランスの映像ディレクターとして活動し、20歳で電通に入社。
ミュージックビデオや映像作品の監督を多数手がける。また、広告・CMの企画やアーティストのディレクション、「劇団ノーミーツ」や「ストーリーゲーム POLARIS」、映画プロデューサーの林健太郎とともに映画レーベル「NOTHING NEW」 などプロジェクトの立ち上げを行う。
第24回文化庁メディア芸術祭 エンターテインメント部門 優秀賞、2020 60th ACC TOKYO CREATIVITY AWARDS ゴールド、カンヌライオンズ 銀賞、ADFEST 部門最高賞ほか受賞。

## 主な仕事

### 企画
- 大塚製薬 - ポカリスエット「でも、君が見えた」CM 他[11]
- imase with PUNPEE & Toby Fox - Pale Rain[12]
- Honda
  - Hondaハート「はじまる」「難問を愛そう。」CM 他[13]
  - F1ラストラン「じゃ、最後、行ってきます。」新聞広告[14]
- NTTドコモ - ahamo「はじまるよ」「七変化」CM 他[15]
- YOASOBI - 三原色[16]
- UNIQLO - SPORT UTILITY WEAR グローバルCM[17]
- YAMAHA
  - Dear Glenn : Glenn Gould as A.I.[18]
  - マルチネ・ボーカロイド・スクール[19]
- UUUM - アバンティーズ[20]
- ニンマリシティへようこそ[21]

### CD
- 森ビル ラフォーレ原宿 - Laforet Grand Bazar 2023 （音楽： PAS TASTA）
- A_o（アイナ・ジ・エンド, ROTH BART BARON）
- Mirage Collective（STUTS, YONCE 他）
- コロナ禍のフルリモート劇団 劇団ノーミーツ[22]
- サントリー - 「もう限界。無理。逃げ出したい。」他 [23]
- Maltine Records - 「大都会と砂丘」
- MOOSIC LAB 2015, 2017, 2018[24] （音楽： 長谷川白紙, パソコン音楽クラブ 他）

### 監督

#### TVCM
- 朝日新聞 - 第105回全国高校野球選手権記念大会ＣＭ

#### ミュージックビデオ
| アーティスト名                             | 楽曲名                                                                      |
| KIRINJI                                    | 「killer tune kills me feat.YonYon」                                        |
| imase                                      | 「でもね、たまには」                                                        |
| 羊文学                                     | 「人間だった」                                                              |
| A_o（アイナ・ジ・エンド, ROTH BART BARON） | 「BLUE SOULS」                                                              |
| CENT（セントチヒロ・チッチ）               | 「向日葵」                                                                  |
| Kroi                                       | 「Fire Brain」                                                              |
| 日向坂46                                   | 「何度でも何度でも」 「正源司陽子 個人PV」                                  |
| 秦基博                                     | 「Trick me」 「サイダー」 「残影」                                          |
| ラブリーサマーちゃん                       | 「あなたは煙草 私はシャボン玉」 「私の好きなもの」 「ベッドルームの夢」     |
| SHISHAMO                                   | 「君の大事にしてるもの」                                                    |
| 忘れらんねえよ                             | 「夢に出てくんな」                                                          |
| Maison book girl                           | 「sin morning」「言選り」 「レインコートと首の無い鳥」 「狭い物語」「yume」 |
| 門脇更紗                                   | 「東京は」                                                                  |
| 映秀。                                     | 「残響」「東京散歩」                                                        |
| 大橋ちっぽけ                               | 「君と春」                                                                  |
| Kingo                                      | 「Always Around」                                                           |

#### 映画 / 映像作品
| 作品名              | 制作年 | 備考                                                              |
| 終りの季節          | 2024   | 神嶋里花、坂口風詩他 出演。                                       |
| TOKYO INTERNET LOVE | 2016   | りりか、矢川葵、今川宇宙 出演。音楽をラブリーサマーちゃんが担当。 |
| possessors.mov      | 2015   | NHK 岩井俊二のMOVIEラボ 入選。今川宇宙 出演。                     |
| RADIO STAR          | 2014   | KIKIFILM作品。                                                    |
| 1610875             | 2013   | KIKIFILM作品。学生CGコンテスト ノミネート。                       |
| 声を大にして叫べ    | 2012   | KIKIFILM作品。                                                    |
| Out Mind            | 2011   | NHKデジスタ・ティーンズにて FROGMAN と制作。                      |
| ヒザカックン        | 2009   | NHKデジタル・スタジアム 入選。                                    |
| Carbon Family       | 2008   | NHK デジタル・スタジアム 入選。                                   |
| Sky                 | 2008   | NHK デジスタ・ティーンズ 優勝。明和電機 土佐信道と制作。          |
| はちみつお          | 2008   | NHK デジタル・スタジアム 入選。                                   |
| はりねずみの冒険    | 2008   | NHK デジタル・スタジアム 入選。                                   |

## 出演・メディア掲載

### テレビ番組
- デジタル・スタジアム（2008年 - 2009年、NHK）
- スコラ 坂本龍一 音楽の学校（2010年、NHK）
- デジスタ・ティーンズ（2011年、NHK）
- 岩井俊二のMOVIEラボ（2015年、NHK）[28]
- ビートたけしのTVタックル（2015年、テレビ朝日）
- DOMMUNE（2016年, 2020年）
- news zero（2020年）

### ラジオ
- THE HANGOUT（2016年、J-WAVE）[29]
- J-WAVE TOKYO MORNING RADIO（2020年）
- SONAR MUSIC（2020年、J-WAVE）

### 雑誌
- SWITCH（2016年）[30]
- ブレーン（2019年）
- SPUR（2020年）